# Sidi Moussa Lhamri
Sidi Moussa Lhamri (en àrab سيدي موسى الحمري, Sīdī Mūsà al-Ḥamrī; en amazic ⵙⵉⴷⵉ ⵎⵓⵙⴰ ⵍⵃⴰⵎⵔⵉ) és una comuna rural de la província de Taroudant, a la regió de Souss-Massa, al Marroc. Segons el cens de 2014 tenia una població total de 14.976 persones.